# گالیم فسفید
گالیم فسفید (به انگلیسی: Gallium phosphide) با فرمول شیمیایی GaP یک ترکیب شیمیایی با شناسه پاب‌کم 82901 است. که جرم مولی آن 100.697 g/mol می‌باشد. شکل ظاهری این ترکیب، جامد نارنجی کمرنگ است.